# Debatten kring datorspel
Debatten kring datorspel har pågått sedan datorspel slog igenom under 1970-talet, och blev omdebatterade i samhället. Många hävdar även att det är samma debatt som pågick tidigare kring TV och, från 1980-talet även video, men att man lagt fokuseringen på annat medium. 1976 blev Death Race ett av de första omdebatterade spelen. I början av 1980-talet var visserligen mer barnvänliga spel som Pac-Man och Donkey Kong populära i arkadhallarna, men då Atari 2600 blev allt populärare började fler företag producera kontroversiella spel. Spelföretaget "Mystique" började tillverka spel med sexuellt tema. Flera år senare ser det för många skrattretande ut att ett spel med en så låg grafiknivå kunde skapa stor debatt. Men på den tiden uppmärksammades dessa spel i medierna.

## Dator- och TV-spelsberoende
Många anser att datorspelande kan vara beroendeframkallande. Hjälp finns att få genom organisationer som Spelberoendes Riksförbund  Det finns även webbplatser för människor som anser sig vara datorspelsberoende.
Många hävdar att skolarbetet drabbas av ungdomar som spelar mycket dator- och TV-spel.
Andra hävdar att debatten om TV-spelsberoende är tagen ur kontext och att kontroversen snarare handlar om att datorspel (precis som TV och video) ses som mindre fin kultur än till exempel att läsa böcker, där man hellre talar om "bokslukare".

## Våld
Våldsamma spel har också varit omdebatterat.
Då spelet "Death Race" kom 1976 ansåg många att det uppmanade till att köra ihjäl folk.
Spel som Mortal Kombat från 1993 och Mortal Kombat II från 1994 utlyste moralpanik, eftersom spelen innehöll blodiga våldsscener. I början av 2000-talet blev spel som Grand Theft Auto och Postal 2 kontroversiella på grund av våldsinnehållet.
Den 6 mars 2005 debatterade TV-programmet "60 Minutes" fallet där den 18-årige mördaren Devin Moore sagt att spelen Grand Theft Auto III och Grand Theft Auto: Vice City inspirerade honom till att 2003 mörda tre polisofficerare som kom för att arrestera honom för bilstöld. TV-inslaget har kritiserats inom spelbranschen. I oktober 2005 dömdes han till döden av domstolen i Alabama.
Enligt vissa forskare och experter finns det ingen koppling mellan TV-spelsvåld och riktig våld, medan andra experter hävdar motsatsen. Ingen vetenskaplig utredning har kunnat bevisa vad som stämmer.

## Replik
I en debattartikel i Aftonbladet skriver Christer Sturmark att datorspelen har gått alldeles för långt och att det bara är en tidsfråga innan våldtäkter förekommer i datorspelens värld. Som gensvar på hans artikel skrev Mikael Pawlo för IDG.se en artikel där han försvarar spelen med att det är som konst och att spelen knappast påverkar folk på så sätt att de får en störning och begår våldtäkt som bara störda personer kan göra. Bästa lösningen anser han vara att återförsäljarna har enskilda avdelningar för våldspelen och de åldersgränser som faktiskt beläggs på sådana spel som innehåller grova våldsscener finns kvar.
I frågan om den påverkan som datorspel eventuellt skulle åstadkomma råder det delade meningar om. Många pratar om en faktisk positiv påverkan som i en artikel i Expressen från julen 2005 där datorspel som tillhör kategorin Lek & Lär faktiskt stimulerar barn att lösa problem som involverar bland annat matematiskt tänkande. Norska forskaren Eva Liestol menar att barn har ett extremt rationellt förhållande till spel och de inte kan låta bli att lösa gåtor för att komma vidare i spelen och ser nyttan de gör med en gång. Men antagligen så fungerade denna teori för något mindre barn. En niondeklass medverkade i examensarbetet för de elever som gick lärarutbildningen vid Luleå tekniska universitet som hade syftet att kontrollera ifall matematikspel stimulerade elevernas intresse för matematik. Det skulle även kontrolleras om det var någon skillnad i pojkars och flickors inställning till denna metodik. Resultatet visade att elevernas intresse för matematik inte hade förändrats och att inte heller det var någon skillnad hur pojkarna och flickorna reagerade på denna metodik. Datorspelen får däremot medhåll i en undersökning som visar att barn med ADHD som använt sig av ett datorspel som heter RoboMemo faktiskt lindrat sina symptom i sjukdomen. Barnen blev bättre på att koncentrera sig, kontrollera sina impulser och att sitta stilla. Hjärnan bakom spelet är Torkel Klingberg, hjärnforskare vid Karolinska Institutet och Astrid Lindgrens barnsjukhus. 
– ”För ett år sedan kom ett larm om att hjärnaktiviteten minskar när barn spelar tevespel. Men det säger ingenting om att det skulle vara dåligt eller att barn inte skulle utveckla sin hjärna. Det är inte mediet som är viktigt, utan innehållet” säger han om datorspelsdebatten.

## Utdrag ur en uppsats skriven av Magnus Friberg[källabehövs][förtydliga]

### Könsroller
Ofta har datorspel haft en i princip helt manlig målgrupp. Typiskt män under 30. Detta påverkar hur spelen är utformade. Datorspel anklagas även ofta att upprätthålla klassiska könsroller (till exempel: Män/killar skall rädda världen, hemlandet eller hemplaneten från ondskan, med våld om så krävs, (Doom, Zelda, Super Mario med mera), medan kvinnor/tjejer skall räddas (till exempel Double Dragon, Super Mario, med mera).
Ett annat exempel på könsroller av den här typen är att man i spel som Tomb Raider (Spelet även filmatiserad i två filmer med Angelina Jolie) tenderar att skapa kvinnliga karaktärer som stämmer väldigt bra överens med de för 1990-talet och 2000-talet typiska kvinnliga skönhetsidealen. Smal midja, storväxta bröst, putande läppar och så vidare. Möjligen kan detta vara en effekt av att de flesta spelarna och spelutvecklarna är män, vilka har en tendens att sträva efter kvinnliga karaktärer med utmärkande sexuellt lockande drag.
Ämnena ovan har framförts av bland annat Anita Sarkeesian.
Med rollspelsgenrens numera framträdande roll är det vanligare att ha mer könsneutrala spel (till exempel Morrowind).[källa behövs]

### Fotnoter
1. ↑   Lauren Gonzalez. When Two Tribes Goes To War: A History of Video Game Controversy, Custer's Revenge gamespot.com, 7 mars 2004. Hämtat 2007-10-24.
2. ↑  ”gamerwidow”. http://www.Gamervidow.com.[död länk]
3. ↑   FAIR PLAY. Andra negativa effekter fair-play.se. Hämtat 24 oktober 2007. Arkiverad 12 september 2007 hämtat från the Wayback Machine.
4. ↑   Lauren Gonzalez. When Two Tribes Goes To War: A History of Video Game Controversy, Death Race gamespot.com, 7 mars 2004. Hämtat 2007-10-24.
5. ↑   Lauren Gonzalez. When Two Tribes Goes To War: A History of Video Game Controversy, Mortal Kombat gamespot.com, 7 mars 2004. Hämtat 2007-10-24.
6. ↑   Lauren Gonzalez. When Two Tribes Goes To War: A History of Video Game Controversy, Grand Theft Auto gamespot.com, 7 mars 2004. Hämtat 2007-10-24.
7. ↑   Lauren Gonzalez. When Two Tribes Goes To War: A History of Video Game Controversy, Postal series gamespot.com, 7 mars 2004. Hämtat 2007-10-24.
8. ↑  CBS. Can A Video Game Lead To Murder? cbsnews.com, 6 mars 2005. Hämtat 2007-10-24.
9. ↑  Tim Surrette. Judge sentences gamer to death gamespot.com, 7 oktober 2005. Hämtat 2007-10-24.
10. ↑  ”Ny rapport: Man blir inte aggressiv av spel”. Expressen. 6 december 2011. http://www.expressen.se/nyheter/dokument/ny-rapport-man-blir-inte-aggressiv-av-spel/.
11. ↑  ”Nej, våld i datorspel och film gör oss inte mer våldsamma”. nyheter24.se. 6 november 2014. http://nyheter24.se/nyheter/forskning/782092-vald-i-datorspel-och-film-gor-oss-inte-mer-valdsamma.
12. ↑  ”Våldsamma dataspel trubbar av barn mot våld”. Aftonbladet. 22 maj 2014. http://www.aftonbladet.se/nyheter/article18930986.ab.
13. ↑  ”KI-forskarna har fel om våldsamma datorspel”. Dagens Nyheter. 12 januari 2012. http://www.dn.se/debatt/ki-forskarna-har-fel-om-valdsamma-datorspel/.
14. ↑  Sturmark, Christer (14 december 2002). ”Snart våldtar vi kvinnor i dataspelen”. Aftonbladet. http://www.aftonbladet.se/debatt/article10327934.ab. Läst 15 mars 2017.
15. ↑  Mikael Pawlo. Datorspel är konst Arkiverad 11 mars 2009 hämtat från the Wayback Machine. idg.se, 7 januari 2003. Hämtat 2007-10-24.
16. 1 2 3   Reed Saxon. Artikel på usatoday.com, 29 maj 2006. ”Women gain prominence in video game world”. Arkiverad från originalet den 1 maj 2008. https://web.archive.org/web/20080501034556/http://www.usatoday.com/tech/gaming/2006-05-29-female-videogamers_x.htm. Läst 24 oktober 2007.
17. ↑  ”Könsskillnader i datorspelande”. medierådet.se. 25 december 2002. Arkiverad från originalet den 13 december 2007. https://web.archive.org/web/20071213091605/http://www.medieradet.se/templates/Page____555.aspx. Läst 24 oktober 2007.